# レフ・シャウミャン
レフ（レヴァ）・ステパノヴィチ・シャウミャン（ロシア語: Лев (Лева) Степанович Шаумян、1904年4月25日 - 1971年5月24日）、民族名レヴォン（レヴァン）・ステパニ・シャフミアン（アルメニア語: Լևոն Ստեփանի Շահումյան）は、ソビエト連邦のジャーナリスト。

## 生涯
1904年4月25日、革命家ステパン・シャウミャンの次男としてロシア帝国チフリス県チフリスに生まれた。後に歴史家となるセルゲイ (hy) は弟。1917年9月からバクーのボリシェヴィキ組織で活動を始め、1918年夏にはバクー・コミューンを防衛する戦いに参加して負傷し、同年9月にコミューンが崩壊するとコミューン成員らとともに逮捕・収監された。父は処刑されたが、自身は兄スレンとともに処刑を逃れ、その後ヨシフ・スターリンに引き取られた。
1919年からボリシェヴィキ党員となり、同年から翌1920年までバクーとチフリスの地下組織で活動。第8回 (ru) および第9回 (ru) 全ロシア・ソビエト大会では組織委員会で働き、第10回および第11回（そして第17回）党大会にも出席している。1922年から翌1923年までスヴェルドロフ共産大学で学び、1924年から1932年までスターリングラード、モスクワ、バクー、ロストフ・ナ・ドヌで活動した。
1932年からは数々の新聞の編集に携わり、1941年から1946年までは『ウラリスキー・ラボーチー』(ru) 編集長を務めた。1948年に高等党学校を卒業。翌1949年から「ソビエツカヤ・エンツィクロペディヤ」出版社 (ru) で働き、1954年から大編集委員会メンバー、1959年から第一副編集長として『ソビエト大百科事典』第2版・第3版および『ソビエト小百科事典』第3版の編集に関わった。科学編集出版会議副議長も務め、共産党史、ソ連史やバクー・コミューン、革命家カモについての著作もある。
1971年5月24日、モスクワで死去した。